# Муртаза Кули-хан Байат
Муртаза Кули-хан Байат (азерб. Murtuzaqulu xan Bayat),  (1863—1923) — хан Маку (1895 — 1923).

## Биография
Муртаза Кули-хан родился около 1863 года в байатской семье. Отец его Теймур Паша-хан происходил из рода Ибрагимбейлу тюркского племени байат.
Муртаза Кули-хан встал во главе Макинского ханства в 1895 году после смерти своего отца Теймур Паша-хана.
Муртаза-кули-хана, носившего персидский титул «Икбал-ас-салтане», русские наблюдатели описывают как человека скупого, алчного, угрюмого и подозрительного. При том, он лично и с большим усердием занимался всеми делами ханства, вершил суд и т. д.; он отличался прекрасной памятью и мог одновременно диктовать письма и ответы 4-5 писцам. Его зависимость от Тегерана или, точнее, от Хоя выражалась главным образом в поставке солдат и выплате малиата (дани: 4.000 харваров зерна и 15.000 туманов наличными; не считая подарков наследнику, чиновникам и пр.; однако во время революции 1905 года он совершенно прекратил выплату малиата, возобновленную только в 1912 году. Впрочем, революционные волнения не обошли и Маку, где вспыхнули весной 1907 года, при чём их возглавил племянник Муртазы, Иззетулла-хан. Хойский энджумен (революционный совет) снабдил восставших оружием. 30 тысяч курдов Иззетуллы-хана двинулись на Маку; Муртаза-хан бежал в Россию. Движение было подавлено только к лету 1908 года при помощи сохранившего верность хану курдского племени милян и в особенности вождя курдского племени шекак Симко..
Во внешнеполитических вопросах Муртаза-хан испытывал крайнее недоверие к Турции, опасаясь, что она при удобном случае поспешит завладеть его землями; Зато он стремился наладить отношения с Россией, имел в своем дворце портрет русского императора, пытался выучить русский язык, воспитывал в России своего сына и наконец держал все свои сбережения в Государственном банке в Тифлисе и Эриване.
С началом Мировой войны одним из первых действий русских властей стал арест в середине августа 1914 г. макинского сердара Муртаза Кули-хана и высылка его в Кисловодск, а затем в Тифлис. В ответ на протест персидского правительства посол Коростовец оправдывал арест сердара «как меру предосторожности в виду вероломства сердара и доказанных сношений его с нашими противниками на границе, дабы вызвать восстание курдов». В начале сентября 1914 г. в Маку прибыл отряд генерала Николаева, который был радушно встречен населением, мечтавшим избавиться от произвола Тегерана.
В 1922 году войска Абдулла-хана Тахмасиби захватили Макинское ханство, после чего оно было ликвидировано, а Муртаза-хан — арестован.